# ظلمة (إب)

تعديل مصدري - تعديل

ظلمه هي إحدى مدن محافظة إب، وهي مركز مديرية حبيش. يبلغ تعداد سكانها 7179 نسمة حسب الإحصاء الذي أجري عام 2004.